# Illya Mate
Illya Fedorovych Mate (ukrainien : Ілля Федорович Мате), né le 6 octobre 1956 à Starohnativka (RSS d'Ukraine), est un lutteur libre soviétique.

## Carrière
Concourant dans la catégorie des moins de 100 kg, Ilia Mate est sacré champion olympique aux Jeux olympiques d'été de 1980 à Moscou. Il est également champion du monde en 1979 et en 1982 et médaillé de bronze aux Mondiaux de 1981.